# Paul Hofmann (Theologe, 1798)
Paul Hofmann OSB (* 2. Oktober 1798 in Wien; † 30. April 1842 ebenda; bürgerlich Ferdinand Hofmann) war ein österreichischer römisch-katholischer Benediktiner, Theologe und Schulmann.

## Leben
Hofmann  trat nach dem Besuch des Wiener Schottengymnasiums und der philosophischen Jahrgänge 1815 in das Schottenstift ein, absolvierte das Studium der Theologie an der Universität Wien, legte 1819 die Ordensgelübde ab und wurde 1821 zum Priester geweiht. Ebenfalls 1821 lehrte er erstmals am Schottengymnasium und wurde mit der Abfassung griechischer Lesebücher für die beiden Humanitätsklassen beauftragt. 1823 war er kurzzeitig Kooperator in Gaunersdorf, 1824 promovierte er zum Doktor der Theologie. Ab 1825 bis zu seinem Tod unterrichtete er am Schottengymnasium die Humanitätsklassen.
An der Universität Wien wurde er 1831 zum Prokurator der österreichischen Nation gewählt, 1832 war er Dekan der Katholisch-Theologischen Fakultät, ab 1833 ständiger Notar der Fakultät. 1842 wurde er zum Examinator aus Pastoraltheologie bestimmt. Zeitlebens widmete er sich außerdem dem Studium der orientalischen Sprachen und später auch des Sanskrit. 1842 verstarb er unerwartet mit erst 43 Jahren.

## Werke
- De conciliis ecclesiae christiano-catholicae. Dissertation, Wien 1828.
- Deutsch-arabisches Wörterbuch. Wien 1819.
- Philologische Studien im Sanskrit. Wien 1840.